# Corpus Christi en Sevilla
El Corpus Christi es una solemnidad religiosa católica que cuenta con amplia repercusión popular en Sevilla. Se mantiene en Sevilla, junto con Granada y Toledo, la procesión del Corpus Christi en su día originario, el jueves, aun cuando la solemnidad litúrgica fue trasladada al domingo sucesivo en España. También hay que decir que el domingo siguiente salen en procesión tres procesiones del Corpus muy populares en Sevilla: el "Corpus Chico" de Triana , el de la Iglesia de Santa María Magdalena (Sevilla) y el de la Iglesia de San Isidoro (Sevilla). Además de éstos, actualmente en varios barrios de Sevilla también han incorporado procesiones sacramentales en los últimos años.

## Historia
El origen de la fiesta dedicada al Cuerpo y la Sangre de Jesús se encuentra en la Baja Edad Media, habiéndose celebrado desde su institución el sexagésimo día después de la Pascua de Resurrección, esto es, en jueves. En el siglo XX, en España y otros países se ha trasladado la celebración litúrgica al domingo sucesivo.

## Arquitectura

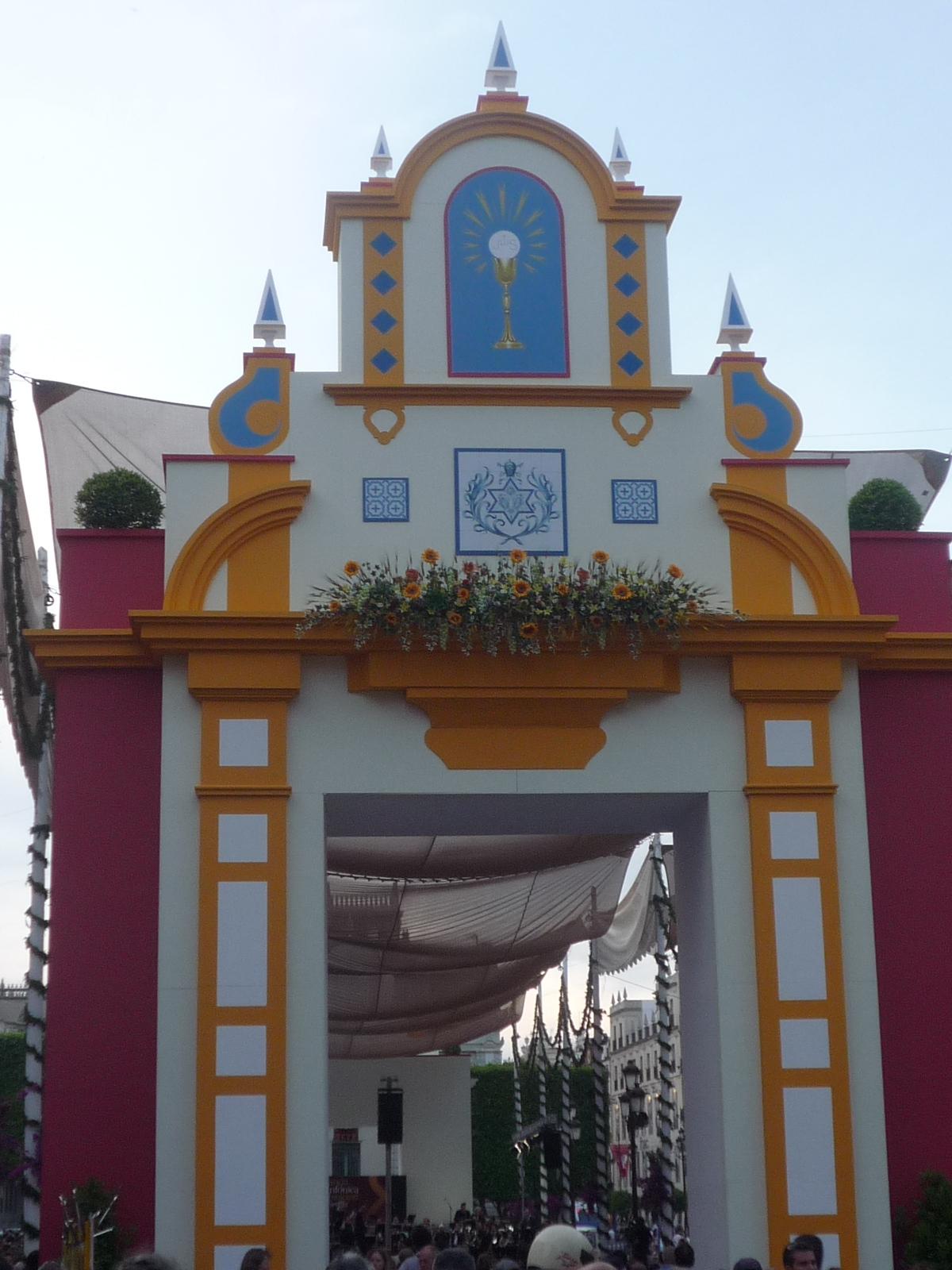
Portada del Corpus

Como recuerdo de las múltiples arquitecturas efímeras que decoraban la carrera en los siglos anteriores, el ayuntamiento instala dos arcos en la Plaza de San Francisco, para la festividad del Corpus, pocas veces inspirados en monumentos concretos, y ejecutados en diversos estilos según el año: Neogótico, Mudéjar, Gótico o Barroco.

## Procesión y cortejo
La procesión está encabezada por los niños carráncanos, seis parejas de acólitos que portan hachetas y visten una indumentaria original del XVIII, aunque vienen acompañando al cortejo desde el siglo XVI, seguidos por el Guion Sacramental de la Archicofradía del Sagrario (Sevilla). Le siguen representaciones de hermandades y congregaciones que no son ni penitenciales ni sacramentales, llamadas popularmente "de gloria", por su orden de antigüedad. Siguiente ese criterio, las hermandades procesionarían así: Divina Pastora (Capuchinos), San Hermenegildo, Nuestra Señora de Guadalupe de la Misericordia, Asociación de la Medalla Milagrosa, Nuestra Señora del Carmen del Santo Ángel, Nuestra Señora de Guadalupe de San Buenaventura, San Carlos Borromeo, Sacristanes de San Isidoro, Rosario del Barrio León, Rocío de la Macarena, Rocío de Sevilla-Sur, Rocío del Cerro del Águila, Dolores de Torreblanca, Montemayor, Nuestra Señora de la Sierra de San Roque, Nuestra Señora del Carmen del Corpus Christi, Santa Lucía (ONCE), San Cristóbal, Nuestra Señora del Mar, Nuestra Señora de Araceli, Nuestra Señora del Prado (El Salvador), Sagrado Corazón de Nervión, Rocío del Salvador, Santa Lucía de Santa Catalina, Virgen de la Cabeza de San Juan de la Palma, Virgen del Carmen de la Capilla del Altozano, Virgen del Carmen de San Gil, San Cosme y San Damián, Virgen de Valvanera, Divina Pastora de Santa Ana, Rocío de Triana, Pura y Limpia del Postigo, Rosario de los Humeros, Amparo de la Magdalena, Divina Pastora de San Antonio, Nieves de Santa María la Blanca, Mercedes de la Puerta Real, Rosario y Virgen del Carmen de Santa Catalina, Divina Pastora y Santa Marina, Madre de Dios del Rosario de Santa Ana, Carmen de Calatrava, Virgen de la Luz de San Esteban, Salud de San Isidoro, Consolación de los Terceros, Maestros Carpinteros del Salvador, Rosario de San Julián, Ánimas Benditas de San Onofre, Pilar de San Pedro y Nuestra Señora de los Reyes (Sastres) de San Ildefonso. Tras ellas se sitúa el primer paso:

### Santa Ángela de la Cruz

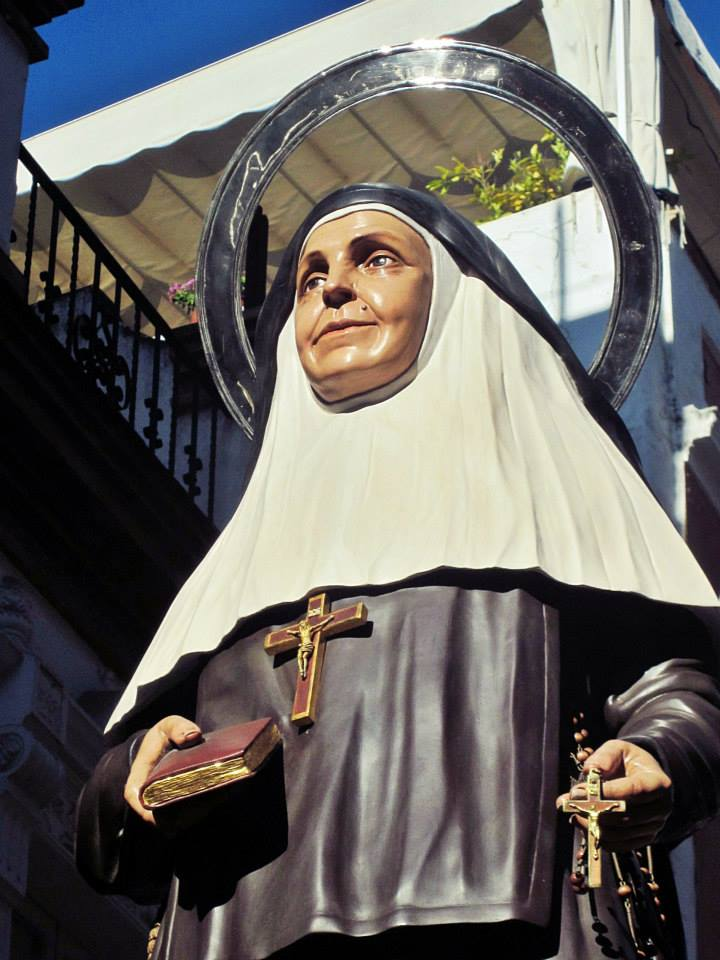
Santa Ángela de la Cruz

Fundadora de la congregación de las Hermanas de la Cruz, es el paso más reciente, del año 2009. La santa está gubiada por José Antonio Navarro Arteaga. Continúan las cofradías de penitencia que no son sacramentales, según el orden de salida en Semana Santa, hasta el siguiente paso. En ese orden, procesionan las hermandades de Pino Montano, Dulce Nombre de Bellavista, Divino Perdón de Parque Alcosa, Cristo de la Corona, Jesús Despojado, El Amor, Vera+Cruz, Penas de San Vicente, Las Aguas, Los Javieres, San Esteban, Los Estudiantes, Dulce Nombre, Carmen Doloroso, Baratillo, Cristo de Burgos, Los Panaderos, Los Negritos, Las Cigarreras, Monte-Sion, La Quinta Angustia, El Valle y El Silencio.
La Hermandad de la Amargura es la encargada de exornar cada año el paso de la Santa, debido a su profunda relación con la congregación de las Hermanas de la Cruz.

### LasSantas Justa y Rufina
Las imágenes de estas santas alfareras, copatronas de Sevilla,  fueron talladas en 1728 por el escultor Pedro Duque Cornejo para un retablo de la Colegial del Salvador de Sevilla. A principios del siglo XX fueron trasladadas a un retablo neogótico de la catedral. Aparecen flanqueando una representación a escala de la Giralda en alusión a su protección contra los terremotos. Por su vinculación con el barrio de Triana, cada año una hermandad trianera se encarga del exorno y la conducción de sus andas. Tras este paso van las hermandades de penitencia que faltan, por día y orden: El Calvario, La Carretería, La Soledad de San Buenaventura, Montserrat, La Sagrada Mortaja y Los Servitas.

### San Isidoro
Es una imagen que, como la de San Leandro, está hecha en plata. Obra de Pedro Duque Cornejo, son Labradas a mediados del XVIII para el altar de la octava del Corpus, después pasan al cortejo; el cuerpo es de madera policromado y con una pose barroca, al que se añade un revestimiento con un cuerpo de plata, en la parte posterior de la capa pluvial de plata de San Isidoro lleva el símbolo de cabildo catedralicio, la Giralda con dos jarras de azucenas. Exorno y costaleros de la Hermandad de San Isidoro. Tras este paso continúan las representaciones de las hermandades sacramentales. Siguen este orden: Buen Fin, Nuestra Señora de las Flores y San Eugenio, Blanca Paloma, Divino Redentor, Virgen del Reposo, Nuestra Señora de la Candelaria, San Leandro, Santa Teresa, San José Obrero, San Benito, Sagrada Familia, Los Remedios, Sagrada Cena, Ntra. Sra. de Valme de Bellavista, Dolores del Cerro del Águila, Santa Genoveva, San Gonzalo, La Sed, La Paz, Sagrado Decreto (Trinidad), Los Gitanos, La O y El Santo Entierro.

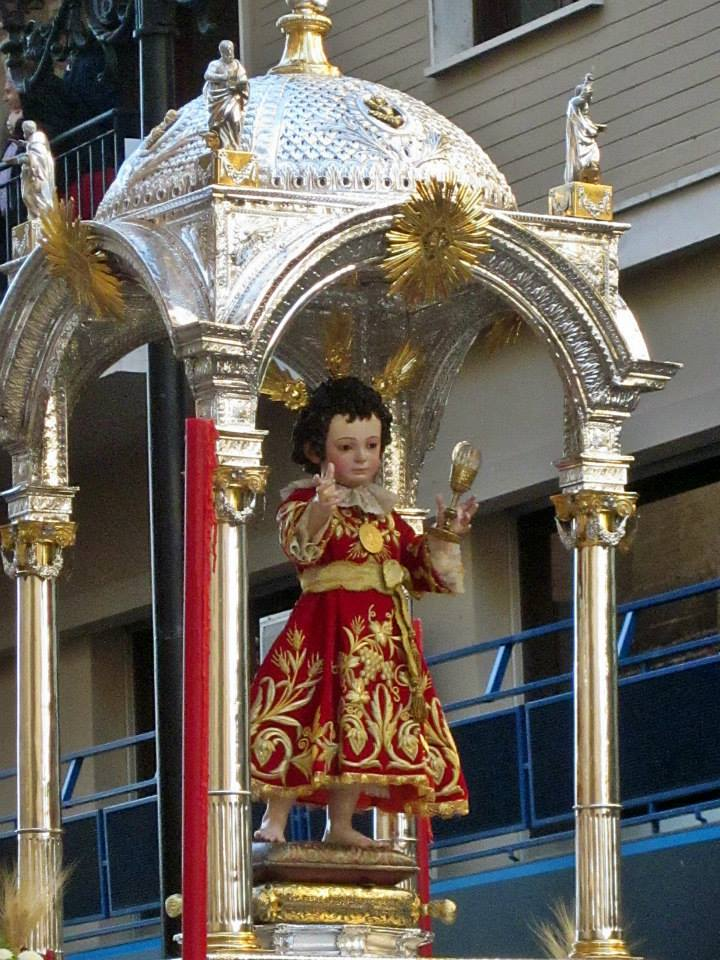
Niño Jesús

### San Leandro
Otra obra más de Pedro Duque Cornejo , nos encontramos ante una imagen inclinada, por haberse encargado para un altar de cultos de la Catedral, de 1741, también con un cuerpo labrado en plata y una policromía nacarada barroca, en la capa pluvial figuran las Santas Justa y Rufina y entre ellas la Giralda. El exorno y los costaleros corren a cargo de la Señora de Sevilla, la Macarena

### ElReySan Fernando
Precedido por las comisiones militares y por el Pendón de San Fernando que es portado tradicionalmente por el gobernador Militar (actualmente el comandante de Sevilla y Huelva), figuran las andas de San Fernando, obra sublime del imaginero Pedro Roldán. Siguen al paso las representaciones de los cuerpos policiales, representaciones de Cámaras y Colegios Oficiales, Jefaturas de las distintas Ramas, Excelentísimo Ateneo de Sevilla, Reales Academias, Universidad, Cuerpo Consular, comisiones de las Audiencias Provincial y Territorial, de varias Órdenes Militares, la Junta Superior del Consejo General de Hermandades y Cofradías de Sevilla, de la Delegación Diocesana de Acción Católica y de Cáritas Diocesana.

### LaInmaculada Concepción

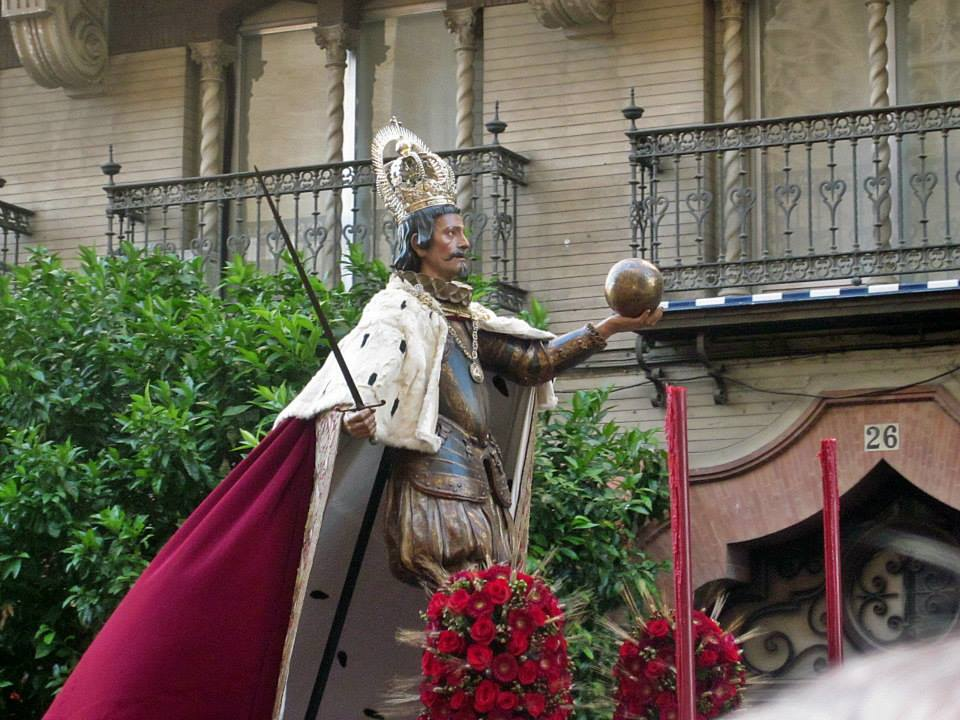
San Fernando

Es una escultura completa policromada debida a Alonso Martínez (siglo XVII) y su adorno está a cargo de la Archicofradía de El Silencio. Tras la Inmaculada se sitúa la Asociación de Nuestra Señora de los Reyes y San Fernando y la Archicofradía Sacramental del Sagrario, así como las hermandades que residen en Basílicas: La Macarena, el Gran Poder, María Auxiliadora y el Cachorro.

### ElNiño Jesús
Tras el paso van representaciones del Seminario Diocesano, de órdenes terceras, del clero regular y de los diáconos. Esta imagen es una de las grandes obras del insigne imaginero Juan Martínez Montañés.

### La Santa Espina
A este paso le acompañan representaciones del Tribunal Eclesiástico, del clero secular, de la Curia Diocesana y de la Universidad de Curas Párrocos. Precedidos de la cruz arzobispal, procesionan a continuación el coro de la Santa, Metropolitana y Patriarcal Iglesia Catedral de Sevilla y los Seises de Sevilla, con trajes eucarísticos rojos y blancos. Tras ellos, el pertiguero abre paso al Cabildo catedralicio, del que forma parte la Real Maestranza de Caballería de Sevilla cuyos miembros asisten en traje de gala.

### ElSantísimo Sacramento
La Eucaristía procesiona en la célebre custodia de plata de Arfe , una de sus mejores obras, llamada por algunos la Custodia Grande. Conducido por doce sacerdotes con casullas blancas. Tras la custodia va el arzobispo de Sevilla acompañado por un diácono y subdiácono, y el deán como presbítero asistente. 
Le siguen representaciones del Gobierno, del Ayuntamiento y la Diputación Provincial, con miembros de la Policía Local de gala, cerrando el cortejo una compañía mixta de los Ejércitos de Tierra y Aire, con escuadra y música.

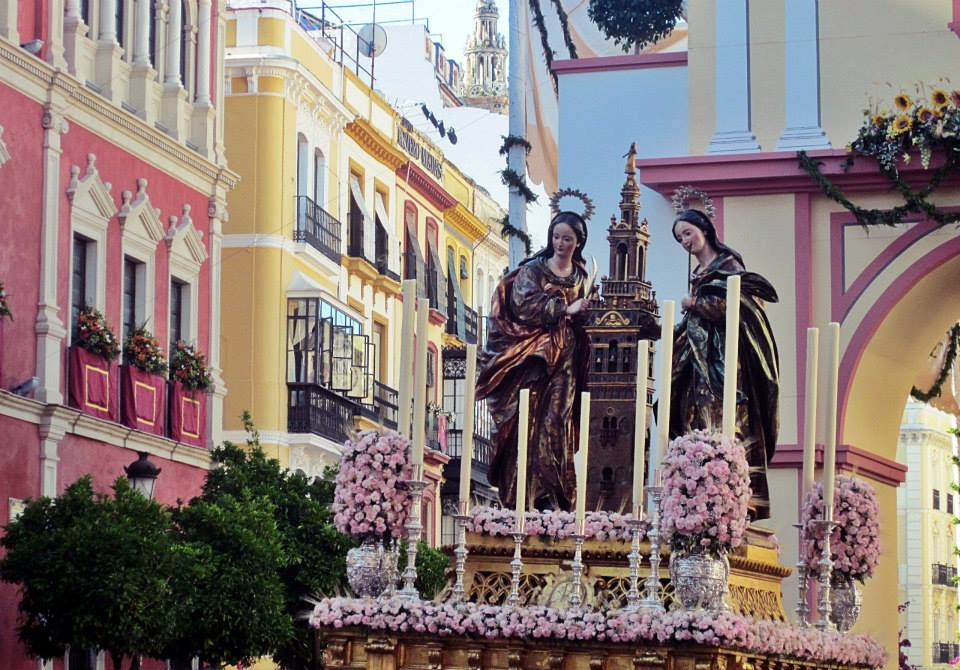
Santa Justa y Rufina.
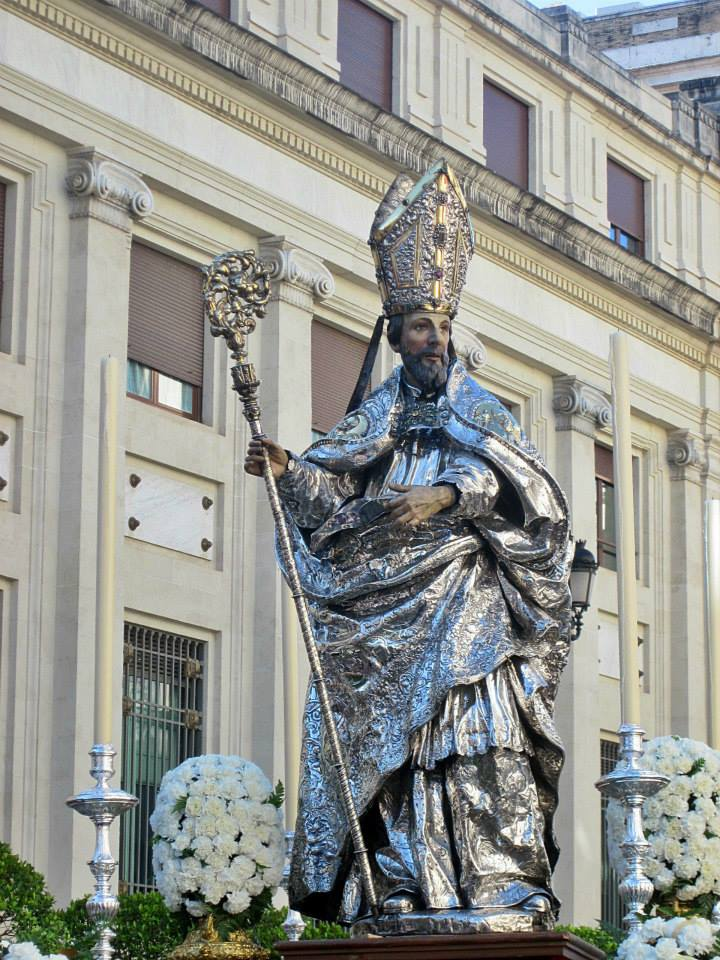
San Isidoro.
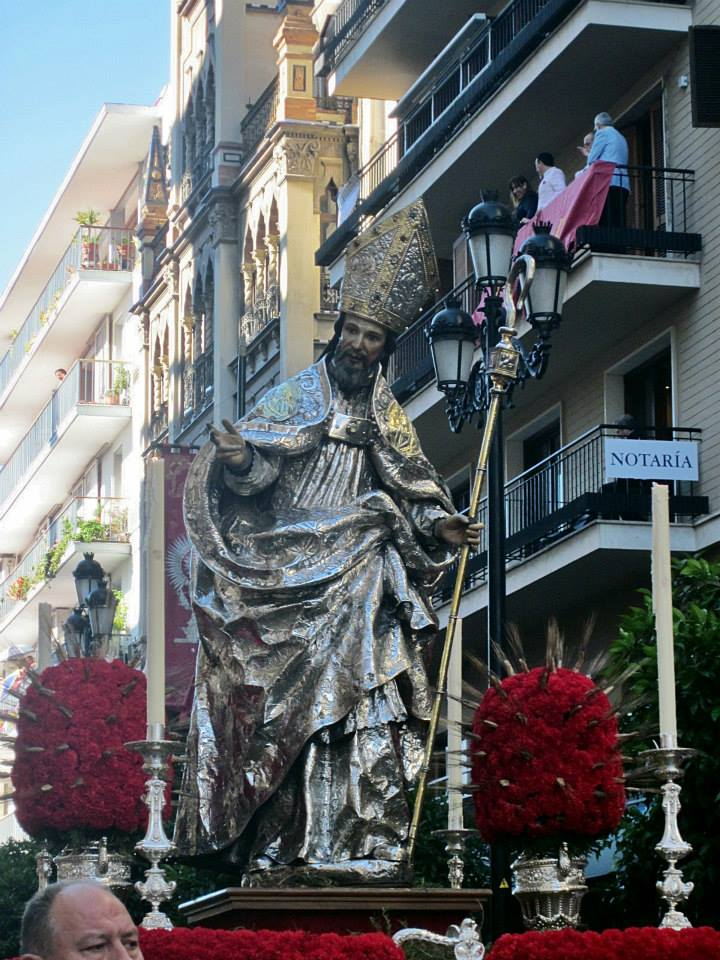
San Leandro.
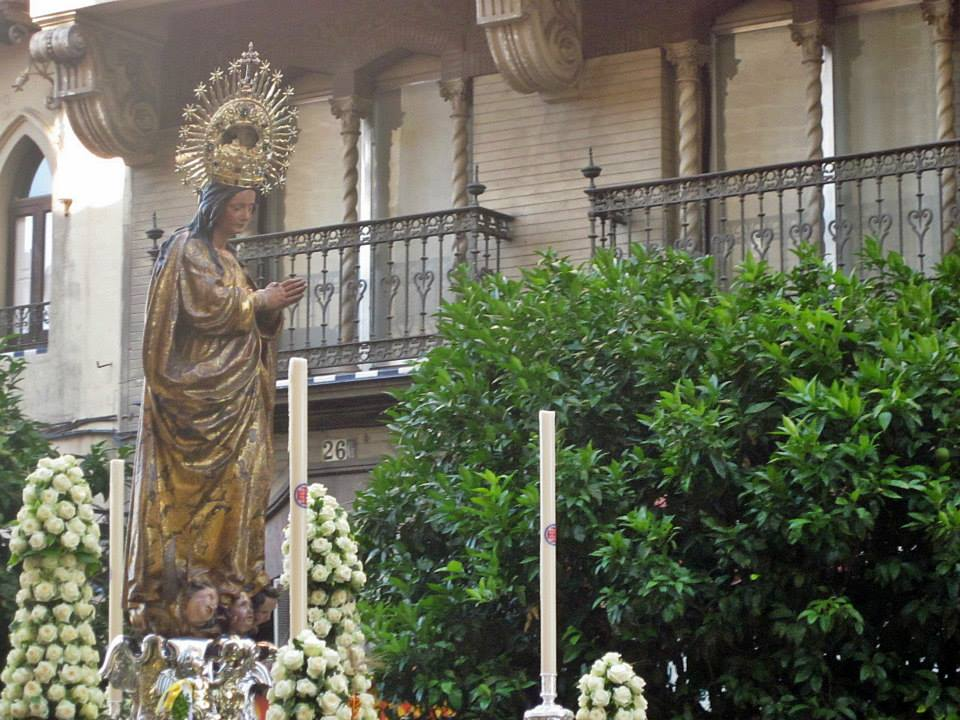
Inmaculada Concepción.
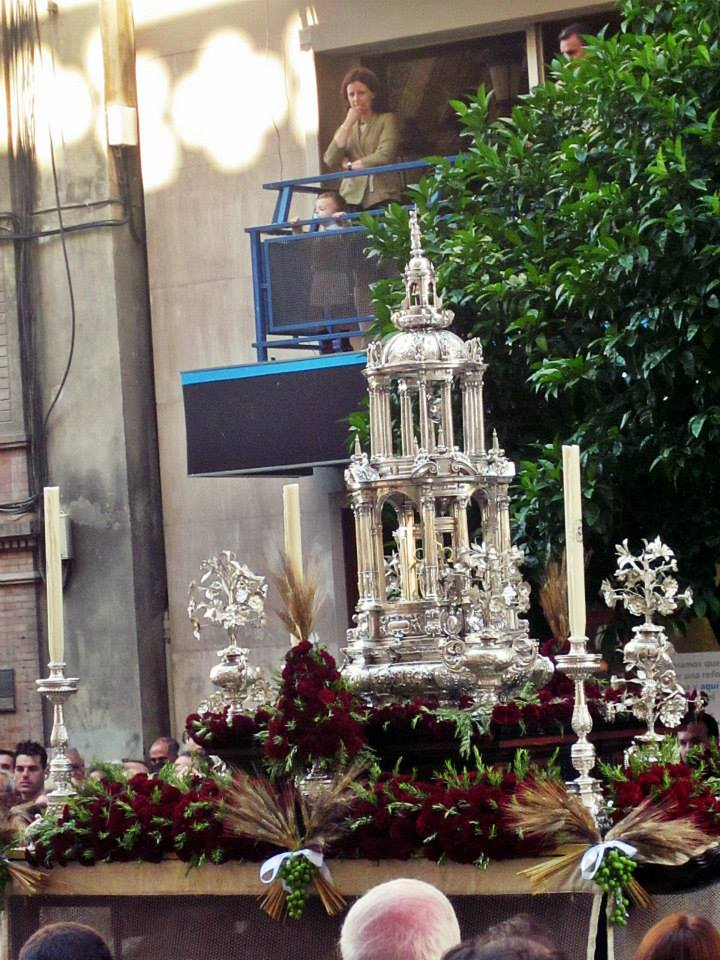
Santa Espina.
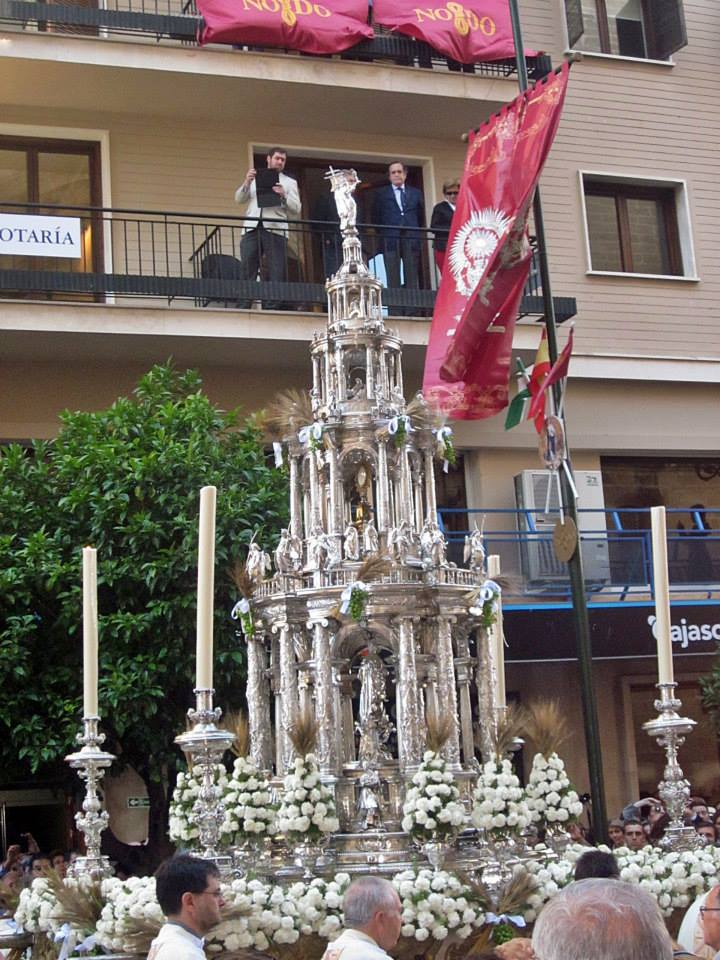
Custodia con el Santísimo Sacramento.
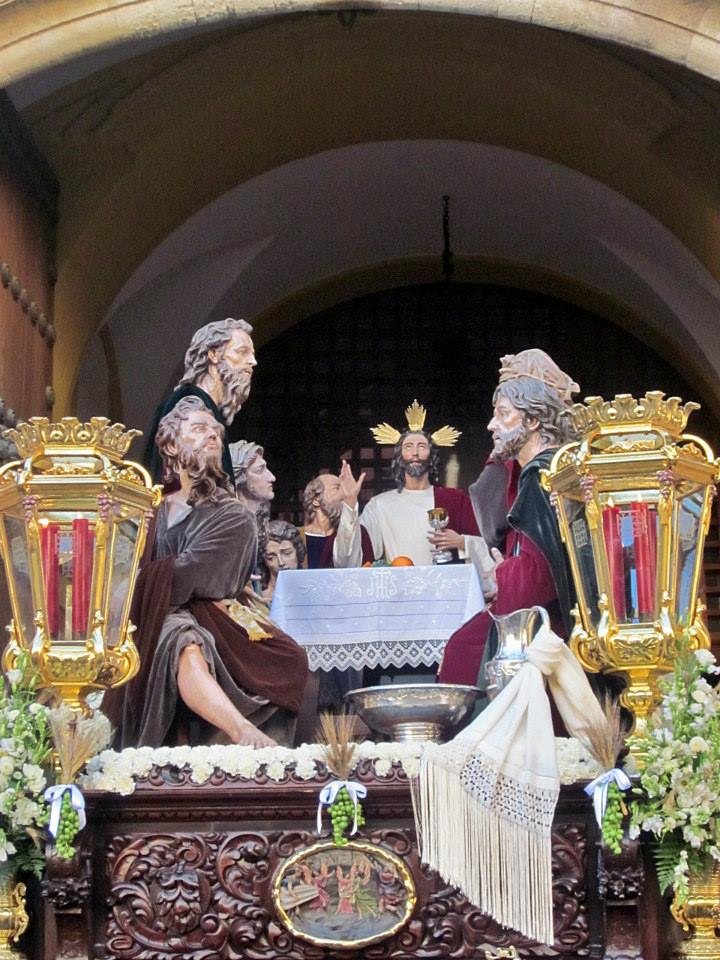
Misterio de la Hermandad de la Cena.

## Altares

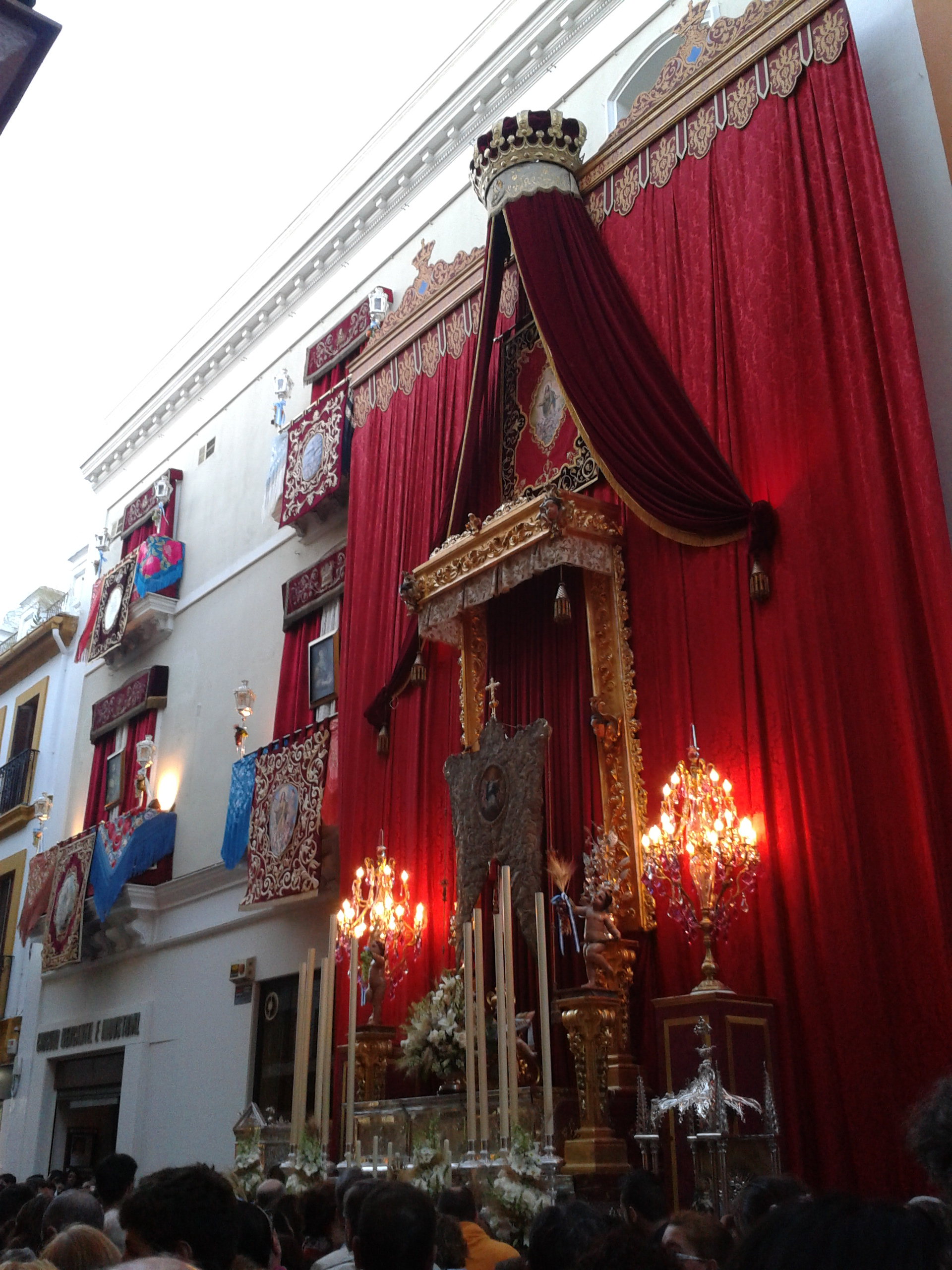
Altar en las calles de Sevilla.

La Hermandad de la Cena instala un altar en el Palacio Arzobispal cada año con la imagen de Jesús impartiendo la Eucaristía que sale cada Domingo de Ramos sobre el paso del Señor de la Humildad y Paciencia. En pocas y extraordinarias veces ha salido con el apostolado al completo. La Hiniesta Gloriosa Coronada, patrona de la Ciudad y el Ayuntamiento de Sevilla, también sale de su sede canónica para instalar una gran altar en la fachada del ayuntamiento de Sevilla de la Plaza de San Francisco entre las dos portadas del Corpus. Ambas corporaciones realizan una procesión de ida y vuelta pública para presidir dichos altares.
El Consejo General de Hermandad y Cofradías realiza tres concursos con premios cada año, con las siguientes modalidades: altar, balcón y escaparate. Entre los altares, suelen verse todos los años Hermandades como el Amor, Siete Palabras, San Isidoro...